# Mirante do Paranapanema
Mirante do Paranapanema este un oraș în São Paulo (SP), Brazilia.